# Ghadah Al-Akel
Ghadah Al-Akel (* 9. Mai 1965 in Göttingen), auch Nina G. Akel, ist eine deutsche Schauspielerin und Synchronsprecherin sowie Hörspielsprecherin.
Sie lebt in Berlin und hat eine klassische Gesangsausbildung (Dramatischer Sopran).

## Leben
Als Schauspielerin konnten die Zuschauer Al-Akel u. a. am Hansa-Theater Berlin und den Berliner Kammerspielen sehen. Sie spielte vier Jahre lang am Schillertheater. Im Fernsehen spielte sie z. B. bei Schloss Einstein, Zwei Halbe sind noch lange kein ganzes, Rosa Roth, A.S., Praxis Bülowbogen, Die Richterin und Wolffs Revier mit.
Ihr Schauspiel- und Gesangsstudium absolvierte Al-Akel an der Fritz-Kirchhoff-Schauspielschule in Berlin.
Als Synchronsprecherin bewarb sie sich während ihres Studiums, doch wurde sie nicht gleich beim ersten Vorstellungsgespräch genommen. Beim zweiten Anlauf zahlte sich ihre Hartnäckigkeit aus und allmählich fasste sie Fuß in dieser Branche. Als Sprecherin nennt sie sich Ghadah Al-Akel, als Schauspielerin verwendet sie jedoch ihren Künstlernamen Ghadah Akel.
Neben der klassischen Schauspielerei und der Synchronisation ist sie auch als Sängerin tätig. Sie machte eine Gesangsausbildung bei Ulla Lüders und Sam Thiel sowie eine klassische Gesangsausbildung bei Annerose Schloussen. Ihr Repertoire umfasst u. a. Szenen aus Tosca, Turandot und La traviata, sie singt aber daneben auch eigene Pop-Songs.
Ghadah Al-Akel hat auch eine Sprecherrolle als Punkerhexe Schubia Wanzhaar bei Bibi Blocksberg.
2008 erhielt sie den Synchron-Zuhörerpreis „Silhouette“ in der Kategorie Synchronschauspielerin Serie für The Closer als Brenda Leigh Johnson mit der Begründung: „Diese sehr anspruchsvolle und vielseitige Rolle wird durch Ghadah Al-Akels herausragende schauspielerische Leistung und Wandlungsfähigkeit in jeder noch so feinen Nuance zu einem wahren Genuss.“

## Sprechrollen (Auswahl)
Eiko Masuyama
- 1993: Lupin III: Der Höllentrip als Fujiko Mine
- 1994: Lupin III: Der goldene Drache als Fujiko Mine
- 1995: Lupin III: Der Schatz des Harimao als Fujiko Mine
- 1995: Lupin III: Farewell to Nostradamus als Fujiko Mine
- 1996: Lupin III: Der Diamant der Dämmerung als Fujiko Mine
- 2006: Lupin III: Das Schloss des Cagliostro als Fujiko Mine

Jennifer Lopez
- 2001: Wedding Planner – Verliebt, verlobt, verplant als Mary Fiore
- 2001: Angel Eyes als Sharon Pogue
- 2002: Manhattan Love Story als Marisa Ventura
- 2002: Genug – Jeder hat eine Grenze als Slim Hiller
- 2004: Jersey Girl als Gertrude Steiney
- 2005: Ein ungezähmtes Leben als Jean Gilkyson
- 2006: Bordertown als Lauren Adrian

Michelle Rodríguez
- 2000: Girlfight – Auf eigene Faust als Diana Guzman
- 2001: The Fast and the Furious als Letty Marciano
- 2004: Control – Du sollst nicht töten als Lou
- 2005–2010: Lost (Fernsehserie) als Ana-Lucia Cortez
- 2009: Fast & Furious – Neues Modell. Originalteile. als Letty Marciano
- 2013: Fast & Furious 6 als Leticia „Letty“ Ortiz
- 2015: Fast & Furious 7 als Leticia „Letty“ Ortiz
- 2017: Fast & Furious 8 als Leticia „Letty“ Ortiz
- 2021: Fast & Furious 9 als Leticia „Letty“ Ortiz
- 2023: Dungeons & Dragons: Ehre unter Dieben als  Holga Kilgore

Sienna Miller
- 2004: Alfie als Nikki
- 2007: Camille als Camille Foster
- 2008: The Edge of Love als Caitlin MacNamara

### Filme
- 1994: Pulp Fiction für Rosanna Arquette als Jody
- 1995: Power Rangers – Der Film für Karan Ashley als Aisha
- 1996: Schatten einer Liebe für Claire Danes als Rachel Lewis
- 1997: Breaking Up für Salma Hayek als Monica
- 1999: Durchgeknallt für Brittany Murphy als Daisy Randone
- 1999: Willkommen in Freak City für Natalie Cole als Eleanor Sorrell
- 2001: Natürlich blond für Alanna Ubach als Serena McGuire
- 2001: Wasabi – Ein Bulle in Japan für Ryōko Hirosue als Yumi Yoshimido
- 2002: 8 Mile für Brittany Murphy als Alex
- 2002: 40 Tage und 40 Nächte für Emmanuelle Vaugier als Susie
- 2002: Catch Me If You Can für Jennifer Garner als Cheryl Ann
- 2003: Natürlich blond 2 für Alanna Ubach als Serena McGuire
- 2004: Laws of Attraction für Parker Posey als Serena
- 2004: Ocean’s 12 für Mini Anden als Supermodel
- 2005: Saw II für Emmanuelle Vaugier als Addison
- 2006: Der rosarote Panther für Kristin Chenoweth als Cheri
- 2006: The Illusionist für Jessica Biel als Sophie
- 2006: Inside Man für Kim Director als Stevie
- 2008: Saw IV für Emmanuelle Vaugier als Addison
- 2008: The Eye für Parker Posey als Helen Wells
- 2008: Mein Schatz, unsere Familie und ich für Kristin Chenoweth als Courtney
- 2008: Bedtime Stories für Keri Russell als Jill
- 2008: Daddy ohne Plan für Kyra Sedgwick als Stella Peck
- 2009: Across the Hall für Brittany Murphy als June
- 2009: Nine für Penélope Cruz als Carla
- 2009: Hangover für Sasha Barrese als Tracy Garner
- 2010: Black Swan für Winona Ryder als Beth Macintyre
- 2011: Hangover 2 für Sasha Barrese als Tracy Garner Billings
- 2011: Brautalarm für Rose Byrne als Helen
- 2012: Fast verheiratet für Mindy Kaling als Vaneetha
- 2013: Hangover 3 für Sasha Barrese als Tracy Garner Billings
- 2014: Gone Girl – Das perfekte Opfer für Missi Pyle als Ellen Abbott
- 2015: Pitch Perfect 2 für Christina Aguilera/Rosie Perez als Christina Aguilera/Rosie Perez
- 2015: Star Wars: Das Erwachen der Macht für Lupita Nyong’o als Maz Kanata
- 2018: Destination Wedding für Winona Ryder als Lindsay

### Serien
- 1990–1993: Alfred J. Kwak als Stibitzi
- 1992–1993: Käpt’n Balu und seine tollkühne Crew für Kath Soucie als Prinzessin Lottas Liebe
- 1995–1996: Alle unter einem Dach für Kellie Shanygne Williams als Laura Lee Winslow (1. Stimme)
- 1995–1996/2001–2006: Emergency Room – Die Notaufnahme für Ming-Na Wen als Dr. Jing-Mei „Deb“ Chen
- 1996–2005: Friends für Maggie Wheeler als Janice Litman-Garelnick
- 1998–2005: Powerpuff Girls für Cathy Cavadini und Grey Delisle als Blossom
- 1998–2000: Schloss Einstein als „Karen Feilke“
- 2000–2001: Cutie Honey als Natsuko Aki
- 2000–2002: Relic Hunter – Die Schatzjägerin für Tia Carrere als Sydney Fox
- 2001–2003: The Tribe für Laura Wilson als May
- 2005: Tru Calling – Schicksal reloaded! für Eliza Dushku als Tru Davies
- 2005: O.C., California für Marguerite Moreau als Reed Carlson
- 2005–2006: Arme Millionäre als Erzählerin / Lilo Gabriel
- 2005–2006: Hallo Holly für Leslie Grossman als Lauren
- 2005–2007/2012: Navy CIS für Sasha Alexander als Caitlin „Kate“ Todd
- 2006: Monk für Emmanuelle Vaugier als Pat – Geschworene Nr. 12
- 2006: Two and a Half Men für Paget Brewster als Jamie Eckleberry, Mia Adams, Linda Harris und Olivia Pearson
- 2006–2007/2009: The L Word – Wenn Frauen Frauen lieben für Sarah Shahi als Carmen de la Pica Morales
- 2006–2007/2012: Desperate Housewives für Kiersten Warren als Nora Huntington
- 2006–2013: The Closer für Kyra Sedgwick als Brenda Leigh Johnson
- 2006–2016: Grey’s Anatomy für Sara Ramírez als Dr. Callie Torres
- 2008–2009: Pushing Daisies für Kristin Chenoweth als Olive Snook
- 2009–2015: True Blood für Rutina Wesley als Tara Mae Thornton
- 2010: Human Target für Emmanuelle Vaugier als Emma Barnes
- 2010–2011: Stargate Universe für Ming–Na Wen als Camile Wray
- 2011: V – Die Besucher für Elizabeth Mitchell als Erica Evens
- 2011–2012: Covert Affairs für Emmanuelle Vaugier als Liza Hearn
- 2011–2012: Glee für Kristin Chenoweth als April Rhodes
- 2012: Desperate Housewives für Justina Machado als Claudia Sanchez
- 2014: The Mentalist für Emily Swallow als Kim Fischer
- 2014–2020: BoJack Horseman für Amy Sedaris als Princess Caroline
- 2016–2019: Berlin Station für Michelle Forbes als Valerie Edwards
- 2016–2019: Powerpuff Girls für Amanda Leighton als Blossom
- 2017–2021: Haus des Geldes als Raquel Murillo
- 2018–2022: Legends of Tomorrow für Jes Macallan als Ava Sharpe
- 2019–2021: Navy CIS: New Orleans für Necar Zadegan als Hannah Khoury

## Hörspiele
- 1996–2010: Folge 65–100 Bibi Blocksberg (als Schubia Wanzhaar)
- seit 2003: Wendy als Tanja

### Videospiele
- 2015–2016: Overwatch als Pharah